# Shigeo Sugimoto
Shigeo Sugimoto (jap. 杉本 茂雄 Sugimoto Shigeo; ur. 4 grudnia 1926, zm. 2 kwietnia 2002) – japoński piłkarz, reprezentant kraju.

## Kariera klubowa
Jako piłkarz grał w klubie Hankyu Railways.

## Kariera reprezentacyjna
W reprezentacji Japonii zadebiutował 7 marca 1951 w meczu przeciwko reprezentacji Iranu. W reprezentacji Japonii występował w latach 1951-1954. W sumie w reprezentacji wystąpił w 3 spotkaniach.

## Statystyki
| Reprezentacja Japonii | Reprezentacja Japonii | Reprezentacja Japonii |
| Rok                   | Mecze                 | Gole                  |
| --------------------- | --------------------- | --------------------- |
| 1951                  | 2                     | 0                     |
| 1952                  | 0                     | 0                     |
| 1953                  | 0                     | 0                     |
| 1954                  | 1                     | 0                     |
| Razem                 | 3                     | 0                     |